# Rejon sludiański
Rejon sludiański (ros. Слюдянский район, Sludianskij rajon) – najbardziej na południe wysunięty rejon obwodu irkuckiego Rosji. Ośrodek administracyjny w miejscowości Sludianka. Graniczy także z Republiką Buriacji.